# 1991년 10월
| 1991년: 1월 · 2월 · 3월 · 4월 · 5월 · 6월 · 7월 · 8월 · 9월 · 10월 · 11월 · 12월 |

| <          | 1991년 10월 | 1991년 10월 | 1991년 10월 | 1991년 10월 | 1991년 10월 | >          |
| 일         | 월          | 화          | 수          | 목          | 금          | 토         |
|            |             | 1 8.24 갑진 | 2 25 을사   | 3 26 병오   | 4 27 정미   | 5 28 무신  |
| 6 29 기유  | 7 30 경술   | 8 9.1 신해  | 9 2 임자    | 10 3 계축   | 11 4 갑인   | 12 5 을묘  |
| 13 6 병진  | 14 7 정사   | 15 8 무오   | 16 9 기미   | 17 10 경신  | 18 11 신유  | 19 12 임술 |
| 20 13 계해 | 21 14 갑자  | 22 15 을축  | 23 16 병인  | 24 17 정묘  | 25 18 무진  | 26 19 기사 |
| 27 20 경오 | 28 21 신미  | 29 22 임신  | 30 23 계유  | 31 24 갑술  |             |            |

| 편집하기 |

## 1991년10월 3일
- 대한민국과 부룬디가 수교하다.